# 李祖娥
李 祖娥（り そが、生没年不詳）は、北斉の文宣帝高洋の皇后。本貫は趙郡柏人県。

## 生涯
上党郡太守の李希宗と崔幼妃（崔楷の娘）のあいだの次女として生まれた。抜群な美女であったという。高洋の妻となり、太原公夫人となって、高殷（廃帝）と高紹徳（太原王）を生んだ。
高洋（文宣帝）が北斉を建てると、その正妻として李祖娥が皇后に立てられるところ、事は紛糾した。高隆之と高徳正は、祖娥が漢人であるため、立后に反対した。一方、楊愔が漢や北魏の故事を引いて、祖娥の立后を支持した。高徳正はなおも段氏を皇后に立てるよう運動したが、結局文宣帝は祖娥を皇后に立てた。文宣帝は妃嬪たちに鞭をふるうことを好み、殺害に及ぶことさえあったが、ただ祖娥に対してだけは礼儀を守った。559年、可賀敦皇后と改号された。
天保10年（559年）10月、文宣帝が崩御した。祖娥が産んだ長男の高殷が即位したが、少帝を輔弼する楊愔・燕子献・宋欽道らと、太師の高演（後の孝昭帝）、太尉の高湛（後の武成帝）らとの間に権力闘争が続発した。可朱渾天和が高演と高湛の誅殺を扇動され、燕子献も太皇太后婁氏の軟禁と皇太后李祖娥の垂簾聴政を説得した。祖娥はこの機密文書を親しくしていた李昌儀（もと高澄の側室）に見せ、昌儀はすぐさま太皇太后に知らせた。高演は楊愔や燕子献らを斬り、太皇太后婁氏の令を借りて高殷を廃位し、自ら晋陽の宣徳殿で皇帝に即位した。祖娥は昭信宮に引越して昭信皇后と号した。
皇建2年（561年）9月に高殷が賜死とされ、11月に孝昭帝が急死すると、武成帝が即位した。武成帝は、次男の高紹徳を殺すと脅して祖娥に関係を迫り、祖娥はやむなく従った。寵愛を受けて、兄弟は封賞を得た。その後、祖娥は妊娠したため、紹徳が訪ねてきた時に会うことができなかった。紹徳は怒って「母は妊娠したから、私に会ってくださらないのだ」となじった。祖娥は大いに恥じて、生んだ娘を取り上げなかった。武成帝は刀を横たえて「お前が私の娘を殺したから、私はお前の子を殺そう」と言い、祖娥の前で高紹徳を殺してみせた。祖娥が号泣すると、武成帝はますます怒り、祖娥を裸にして鞭打った。祖娥は流血、失神したまま絹の袋に入れられ、諸渠水に投げ込まれたが、蘇生したので犢車に載せられ、姪の李難勝がいる妙勝尼寺に送られた。李難勝は高殷の正妻であったが、夫の死後に若くして出家していた。祖娥はもともと仏法を好んでいたので、そのまま尼となった。
北斉が滅亡すると関中に入った。隋になって趙郡に帰還した。
姉の李祖猗は東魏の安楽王元昂の妻であり、高洋の外室になった。

## 伝記資料
- 『北斉書』巻9 列伝第1
- 『北史』巻14 列伝第2 后妃下